# Іржавець (поема)
«Іржа́вець» — поема Тараса Шевченка, написана у другій половині 1847 року в Орській фортеці. Перший історичний твір Шевченка, написаний на засланні.

## Історія написання
Поема датується за місцем автографа у «Малій книжці» серед творів 1847 року та часом перебування Шевченка з 22 червня 1847 року по 11 травня 1848 року в Орській фортеці. Орієнтовно: кінець червня - грудень 1847 року, Орська фортеця.
Первісний автограф невідомий. Після повернення з Аральської описової експедиції до Оренбурга, наприкінці 1849 (не раніше 1 листопада) або на початку 1850 року (не пізніше дня арешту поета 23 квітня), Шевченко переписав поему з невідомого ранішого автографа до «Малої книжки» (під № 10 до сьомого зшитка за 1846-1847 роки). Частину тексту між рядками 60-64, ймовірно, з обережності, не переписав і позначив лише крапками: 
| А. . . . . . . . . . . . . . . . . З кісточками . . . . . . . |

Згодом, ймовірно, у 1857 році, наприкінці заслання в Новопетровському укріпленні, поет дописав назву поеми «Іржавець» і вніс виправлення в рядки 2, 4, 6. Однак текст, позначений крапками між рядками 60-64, не відновив.
14 березня 1858 року, перебуваючи в Москві, Шевченко переписав поему з багатьма виправленнями, деякими переробками і датою «14 марта» з «Малої книжки» до «Більшої книжки». Зокрема, додав текст рядків 60-64.

## Перша публікація
Вперше поема надрукована у 1867 році, у «Кобзарі», виданому на кошти російського видавця Дмитра Кожанчикова (це було на той час найбільш повне видання «Кобзаря», укладене Миколою Костомаровим та Григорієм Вашкевичем), з великими скороченнями, зробленими з цензурних міркувань (в рядках 6-20, 57-63, 66-75, 77-78, 91-92, 99-100; рядок 90 подано інакше: замість «Пречистії сльози» — «І на Україну»).
Повністю вперше поема надрукована в празькому виданні «Кобзаря» 1876 року (більш розширений «Кобзар», який містив багато раніше не друкованих творів поета).

## Поетика
У поемі Шевченко майже дослівно використав окремі рядки пісень «Та ще хмілю, хмілю», «Запорожці, небожата! Пшениця не жата», «Ой полети, полети, да чорная галко», «У Глухові у городі».
Хоча в літературі «Іржавець» інколи називають віршем, на поемну, до того ж ліро-епічну, особливість твору вказує чергування наративних і ліричної частин. Це ліро-епічна поема на історичну тему із залученням прийомів композиції думи та історичної пісні.
Поема поділяється на 5 фрагментів, відмінних між собою і за фольклорними джерелами, і за співвідношенням літературних та фольклорних елементів, і за художнім часом, а також ритмікою.

## Сюжет
В основі поеми — суспільно-політичні події в Україні після Полтавської битви, переходу гетьмана Івана Мазепи і кошового Костя Гордієнка на бік Карла XII, знищення Запорізької Січі військом Петра I та втечі козаків до володінь кримського хана. Шевченко докоряє Петру I та його воєводам за жорстокість і гноблення українського народу. Як і в поемах «Сон» і «Великий льох», поет згадує загибель багатьох козаків на будівництві Петербурга, каналів і укріплень. 
В основу сюжету твору покладено легенду про чудотворну ікону Іржавецької Богоматері, що знаходилася в селі Іржавець і плакала з жалю над долею України. В іншому варіанті цю легенду згадано в поемі «Великий льох». Ікона зберігалась в іржавецькій Троїцькій церкві і у 20-х роках XX століття, там її сфотографував Сергій Маслов.

## Значення деяких слів поеми
Іржавець (або Ржавиця) — село Прилуцького повіту Полтавської губернії Російської імперії (тепер — село Прилуцького району Чернігівської області України).
Фастовський полковник — Семен Палій, фастівський і білоцерківський полковник, один із ватажків визвольної боротьби на Правобережній Україні проти польських загарбників.
Прилуцький полковник — Ґалаґан Гнат Іванович, чигиринський і прилуцький полковник.
...На нове горе-Запорожжя. — так Шевченко називає Олешківську Січ.
Оніміли з переляку Сліпі небораки. — мова йде про те, що кобзарі не складали й не виконували пісень про те, що діялось після поразки шведів під Полтавою: у тому числі через те, що церква оголосила анафему Мазепі та його прихильникам.
...Як дзвонили у Глухові... — із 1708 року Глухів став резиденцією гетьманів Лівобережної України.
Як погнали на болото Город будовати. — мова йде про те, як за наказом Петра I козаків і селянську бідноту зганяли на будівництво Петербурга.
Як діточки на Орелі Лінію копали... — на річці Орелі (лівій притоці Дніпра) будувалася лінія укріплень, для роботи зганяли козаків і селян.